# Droga wojewódzka nr 715
Droga wojewódzka nr 715 (DW715) – droga wojewódzka o długości 30 km, leżąca na obszarze województwa łódzkiego. Trasa ta łączy Brzeziny z Ujazdem. Droga w całości leży na terenie powiatów: łódzkiego wschodniego, brzezińskiego i tomaszowskiego.

## Miejscowości leżące przy trasie DW715
- Brzeziny droga krajowa nr 72
- Zalesie
- Koluszki droga wojewódzka  716 linie kolejowe 1 17 534 535
- Regny linia kolejowa nr 44
- Budziszewice
- Zaosie linia kolejowa nr 22
- Osiedle Niewiadów
- Ujazd droga wojewódzka nr 713